# People (film)
Pour les articles homonymes, voir People.
Série
Jet Set
(2000)
Pour plus de détails, voir Fiche technique et Distribution.
People est un film français-espagnol réalisé par Fabien Onteniente, sorti en 2004.
Suite de Jet Set, ce film ne retrouve pas le succès commercial de l'original : la critique lui donne un mauvais accueil mais le film fait quand même 800 000 spectateurs,.
Alors que David Guetta écrit avec Joachim Garraud pour la bande originale du film, sa femme, qui est déjà apparue dans Jet Set et Trois zéros du même réalisateur, assure un rôle de conseiller artistique.

## Synopsis
Charles de Poulignac est spécialisé dans l'organisation d'événements mondains. En véritable dandy, il fait sensation auprès des célébrités de la jet set mondiale, au point de faire des jaloux. En effet, l'un de ses concurrents, Cyril Legall, organise un guet-apens lors d'une soirée très importante organisée par Charles : un gâteau-surprise explose sur le PDG qui sponsorise la soirée. Jugé responsable de ce fiasco, Charles est délaissé par la jet set. Il tente alors le tout pour le tout en se rendant à Ibiza, le temple de la fête, afin d'y rencontrer John-John, la nouvelle coqueluche des soirées branchées. S'il arrive à obtenir ses bonnes grâces, il pourra alors retrouver son aura auprès des célébrités.

## Fiche technique
- Titre original : People
- Réalisation : Fabien Onteniente
- Scénario : Fabien Onteniente
- Musique : Joachim Garraud, Bernard Grimaldi, David Guetta et Pascal Lemaire (Skalp)
- Photographie : Josep Maria Civit (ca)
- Montage : Vincent Tabaillon (en)
- Casting : Estelle Crottaz, Françoise Menidrey et Marie-France Michel
- Décorateur : Daphné Deboaisne, Vincent Deleforge et Pepón Sigler
- Costumes : Jean-Marc Mirete
- Producteurs : Éric et Nicolas Altmayer
- Sociétés de production : Mandarin Cinéma, Morena Films (es), M6 Films et DH Film Service
- Société de distribution : Société nouvelle de distribution (France)
- Pays d'origine :  France |  Espagne
- Langue : français, espagnol, anglais, italien
- Format : couleur - 1.85:1 - son Dolby numérique - 35 mm
- Genre : comédie
- Durée : 87 minutes
- Sortie : 19 mai 2004

## Distribution
- Rupert Everett : Charles de Poulignac
- José Garcia : John John
- Patrice Cols : Branco
- Rossy de Palma : Pilar
- Ornella Muti : Aphrodita
- Élie Semoun : Cyril Legall
- Bernard Farcy : B.B. Bellencourt
- Jean-Claude Brialy : Minimo
- Miglen Mirtchev : Toukhanov
- Marisa Berenson : Daniella
- Lambert Wilson : Frère Arthus
- Patrick Mille : Feelgood
- Philippe Laudenbach : professeur Chernot
- Marianne Brandstetter : baronne Brandstetter
- Emmanuel de Brantes : jet-setter
- Henry-Jean Servat : Henri-Jacques
- Nicole Gueden : Marie-Chantal de Bellencourt
- María Jurado (es) : Atlantique
- Inna Zobova : Tatania
- Rolland Courbis : jet-setter en cure
- Massimo Gargia : jet-setter en cure
- Tony Gomez : jet-setter en cure
- Magloire : jet-setter en cure
- Chantal Ladesou : jet-setteuse en cure
- Basile de Koch : jet-setter en cure
- Marie Beltrami : jet-setteuse en cure
- Frigide Barjot : jet-setteuse en cure
- Ysolde Chrétien : jet-setteuse en cure
- Christine Blanc : jet-setteuse en cure
- Laurent Renard : jet-setter en cure
- Christophe Favre : Le secrétaire de William de Poulignac
- Éric Defosse
- Abbes Zahmani